# Atwater Village (Los Ángeles)
Atwater Village es un barrio ubicado en Los Ángeles en el estado estadounidense de California.

## Geografía
Atwater se encuentra ubicada en las coordenadas 34°6′59″N 118°15′23″O / 34.11639, -118.25639.